# Going Nowhere
Going Nowhere er en dansk kortfilm fra 2011 instrueret af René Frelle Petersen.

## Handling
Denne artikel mangler et handlingsreferat. Hjælp os med at skrive det.

## Medvirkende
- Andreas Bo Pedersen, Morten
- Alexandre Willaume-Jantzen, Jannik